# EulerOS
EulerOS，又称为欧拉操作系统，是华为基于Red Hat Enterprise Linux源代码，面向企业应用环境开发的一个商用Linux发行版。其开源的社区版本为openEuler，又称为欧拉开源操作系统，华为将该系统捐赠给开放原子开源基金会之后，该系统成为该基金会运营的开源项目。

## 特点
EulerOS支持鲲鹏处理器、容器虚拟化技术，是一个面向企业级的通用服务器架构平台。应用场景包括TaiShan服务器、PaaS和企业存储三类。
EulerOS有三级智能调度，可以智能自动优化，并且对ARM64架构提供全栈支持，打造从芯片到应用的整体生态系统。

## 发展
2019年9月19日，华为宣布EulerOS开源，开源名称为openEuler（欧拉开源操作系统）。2019年12月31日，华为正式在Gitee附上源代码，发布EulerOS的社区版本openEuler。2021年11月9日，华为将openEuler捐赠给开放原子开源基金会。

## 昆仑关键任务服务器
在华为昆仑关键任务服务器上运行的EulerOS 2.0已取得國際開放標準組織的Unix 03标准的认证，这是唯一通过Unix 03认证的Linux发行版。
EulerOS/KunLun允许在不停止操作系统（关机）的情况下替换中央处理器模块和内存模块。Linux内核提供NUMA节点及CPU热插拔支持，尚不确定EulerOS是否使用这一实现。